# Martin Ullmann (Fußballspieler)
Martin Ullmann (* 11. Dezember 1986 in Erfurt) ist ein deutscher Fußballspieler.

## Karriere
Ullmann durchlief diverse Jugendmannschaften von FC Rot-Weiß Erfurt und wurde zu Beginn der Saison 2005/06 in die Oberliga Reserve von Erfurt befördert. Am 28. März 2006 kam er im Heimspiel gegen VfB Lübeck in der Regionalliga Nord zu seinem Profi-Debüt beim FC Rot-Weiss Erfurt. Nach dem Ende seines Vertrages in Erfurt schloss er sich im Sommer 2007 dem Lokalrivalen FC Carl Zeiss Jena an. Nach 4 Jahren beim FC Carl Zeiss Jena, wurde er am Saisonende der Saison 2011/2012 aussortiert. Er verließ somit den Verein zum 1. Juni und wollte Ende Juli 2012 seine aktive Karriere beenden. Am 18. August 2012 entschied er sich als Stand-By Profi beim FSV Zwickau zu agieren, wo sein ehemaliger Jenaer Vereinskollege Torsten Ziegner Cheftrainer ist. Im Januar 2014 erfolgte auf Bitten Ullmanns die vorzeitige Vertragsauflösung beim FSV Zwickau. Im Sommer 2014 schloss er sich dem FC Thüringen Weida an, den er nach einer Saison wieder verließ. Im Winter 2016 spielte er noch eine Halbserie in der zweiten Mannschaft des FC Carl Zeiss Jena, bei der anschließend seine Karriere beendete.
Nach seiner Karriere war er zunächst Co-Trainer der A-Junioren der Jenaer und von 2016 bis 2019 Co-Trainer der ersten Mannschaft.

## Privates
Sein Vater Peter Ullmann ist Facharzt für Orthopädie und derzeit der Vereinsarzt vom FC Rot-Weiß Erfurt.
Martin Ullmann studiert an der Jenaer Uni Sportwissenschaften mit Schwerpunkt Rehabilitation/Prävention.